# Pasecká slať
Pasecká slať je přírodní památka ležící na území obcí Borová Lada a Nové Hutě v okrese Prachatice. Oblast spravuje Správa NP a CHKO Šumava. Pasecká slať se rozkládá v údolí Vydřího potoka. Důvodem ochrany jsou přirozeně se vyvíjející společenstva na rašeliništi, poslední zbytky mokřadů, zvláště chráněné druhy rostlin a přirozené prostředí trvalého výskytu tetřívka obecného (Lyrurus tetrix).

## Další fotografie

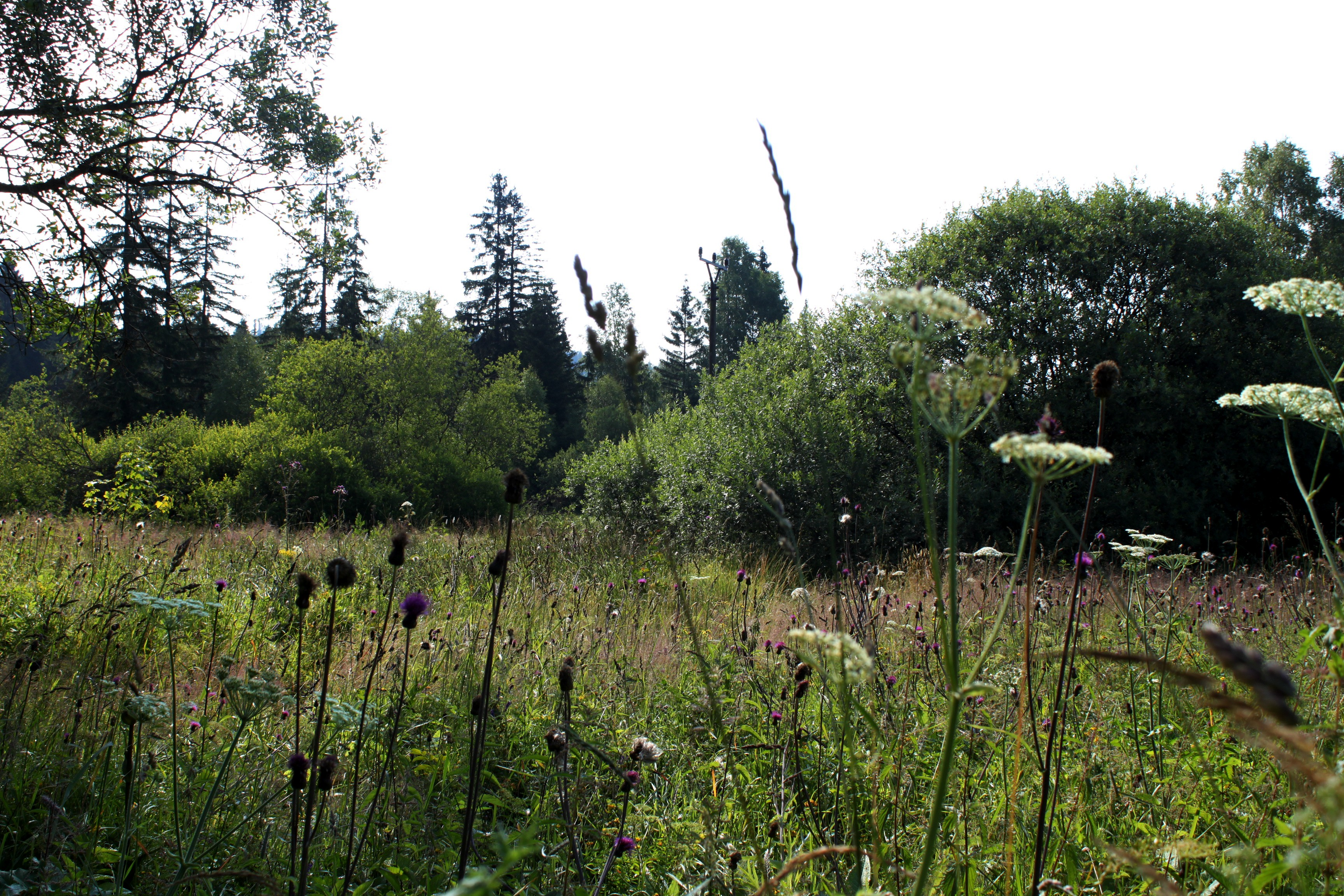
Vlhké louky
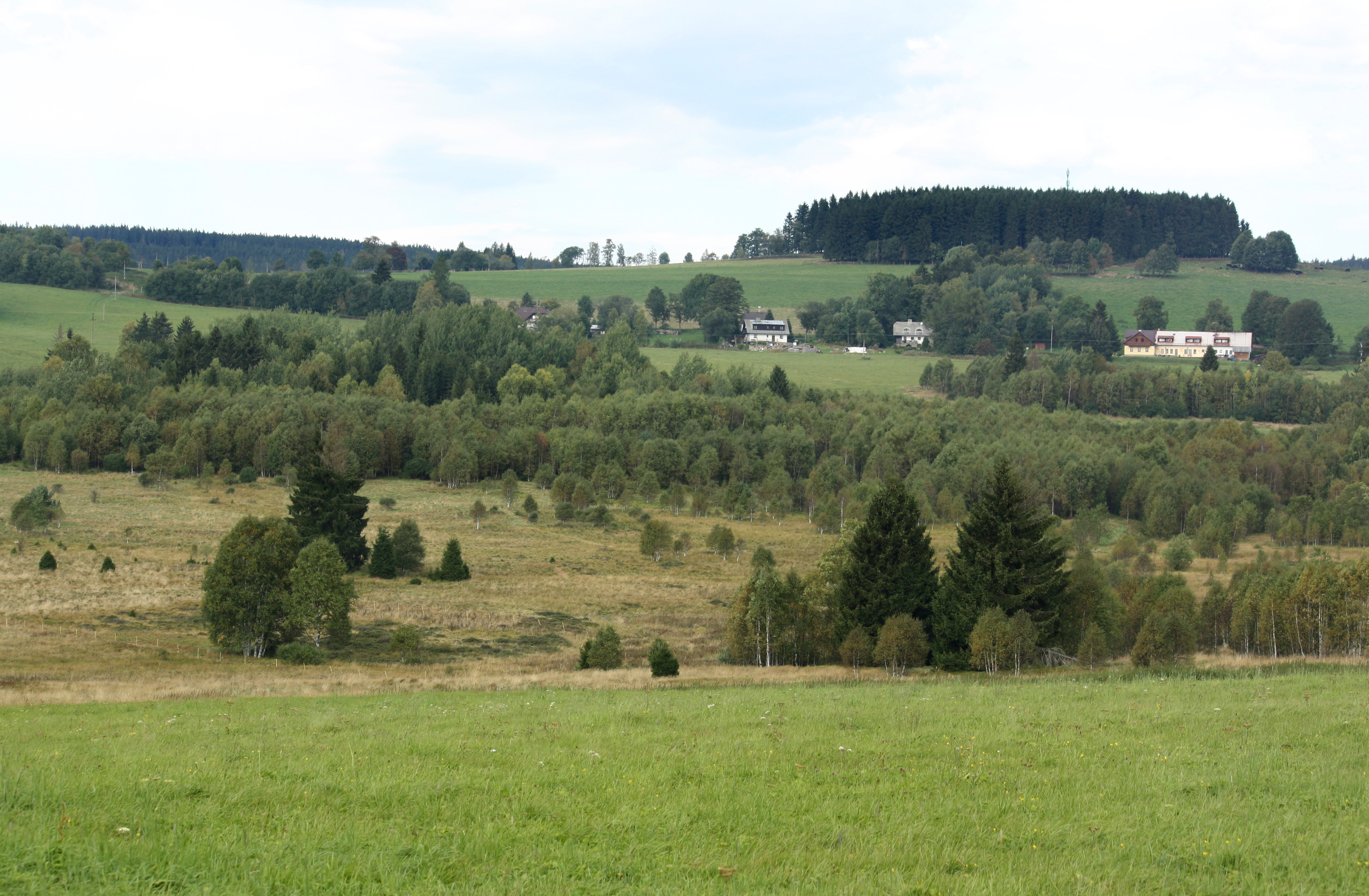
Pohled na rezervaci od osady Paseka